# 詹姆斯·恩索爾
恩索爾男爵詹姆斯·西德尼·愛德華（James Sidney Edouard, Baron Ensor，1860年4月13日—1949年11月19日），常稱詹姆斯·恩索爾（James Ensor）是一位比利時畫家及版畫家，常被當作代表性的象征主义、表現主義畫家，他雖然最初在自己的時代顯得特立獨行，但後來仍然受到了同時代畫家的尊敬，對後世超現實主義也有很大影響力，現在許多現代藝術博物館中都收藏有他的作品。他一生都住在家鄉奥斯滕德，並與比利時的藝術團體Les XX有密切關係。

## 生平
畫家的父親詹姆斯·弗雷德里克·恩索爾出生于布魯塞爾，雙親都是英格蘭人， 曾在英格蘭和德國學習工程學。 恩索爾的母親瑪麗亞（Maria Catherina Haegheman）是比利時人。恩索爾本人對學朮研究毫無興趣，15嵗時就輟學開始跟著當地的兩名畫家學習繪畫。1877年至1880年間，在布魯塞爾皇家藝朮學院學習，同學包括費爾南德·赫諾普夫。1881年首次展出自己的作品, 1880年至1917年間在雙親居所的閣樓裏作畫。他平生很少旅遊，1880年代只去過幾次法國和兩次荷蘭， 1892年去過四次倫敦。
19世紀末其作品並不受歡迎，《1889年基督降临布鲁塞尔》一作尤其倍受抨擊。然而他的作品依然得以出展，最後逐漸獲得了藝術界的認可。1895年比利時皇家美術館買下了他的作品《The Lamp Boy》（1880），同年在布魯塞爾舉行首次個人展出。 1920年代示已經成為當時最著名的比利时畫家之一，1929年比利時國王阿尔贝一世授予其男爵勛銜，1933年獲法國榮譽軍團勳章。然而他的創作量在20世紀之初就開始急劇下降，反而埋頭于音樂創作。雖然並沒有受過任何正式的音樂訓練，他仍以為訪客們演奏簧风琴為樂。 二戰期間他也沒有離開故鄉，直到1949年因病去世。

## 擴展閲讀
- New York Museum of Modern Art (2009). James Ensor （页面存档备份，存于）. ISBN 0-87070-752-3.

## 外部連結
- James Ensor Online Museum （页面存档备份，存于）
- James Ensor Archief – Publications by or with cooperation of Patrick Florizoone （页面存档备份，存于）
- Flemish Art Collection: James Ensor, Graphic Artist （页面存档备份，存于）
- "Goya, Redon, Ensor Grotesque paintings and drawings" 2009 Special Exhibition at KMSKA[]
- 2009 Ensor show at Museum of Modern Art, NYC （页面存档备份，存于）
- Sanford Schwartz, "Mysteries of Ensor （页面存档备份，存于）," New York Review of Books, 24 September 2009.
- YouTube上的I Ensor, a 1972 documentary film by director Paul Haesaerts about James Ensor